# Вила ди Вила (Белуно)
Вила ди Вила (итал. Villa di Villa) је насеље у Италији у округу Белуно, региону Венето.
Према процени из 2011. у насељу је живело 791 становника. Насеље се налази на надморској висини од 364 м.